# Fausto Socin
Fausto Socin, de son nom d'origine Fausto Paolo Sozzini ou Socini, aussi appelé Faustus Socinus et Faust Socyn, né le 5 décembre 1539 à Sienne et mort le 4 mars 1604 à Lusławice (Pologne), est un théologien italien installé en Pologne. Son nom est attaché au socinianisme. Il fut le principal théologien de la Petite Église polonaise.

## Biographie
Fausto Sozzini est le fils d'Alessandro Sozzini qui est l'aîné des fils de Mariano Socini le Jeune. Alessandro Sozzini est mort jeune, en 1541. Mariano Socini est professeur à l'université de Bologne ainsi que son fils Celso Sozzini. Celui-ci a fondé à Bologne en 1554 l' Accademia del Sizienti dont Fausto Sozzini a été membre. Mariano Socini le Jeune est mort à Bologne en 1556.
À partir du 15 octobre 1557, il était revenu de Bologne et a résidé dans sa ville natale, Sienne, en se conformant à un édit du duc Cosme de Médicis, avec sa sœur Fillide et ses oncles Celso, Cornelio et Camillo.
Fausto Socin étudie la Bible, l'hébreu, le grec et l'arabe sous la responsabilité de son oncle Lelio Sozzini. Il adopte une attitude critique à l'égard des dogmes chrétiens enseignés par l'Église catholique, notamment en ce qui concerne le dogme de la Trinité. L'Inquisition surveille les membres de la famille Sozzini. Certains membres sont arrêtés et interrogés en novembre 1560. Prévenu à temps, Fausto quitte Sienne pour se réfugier à Lyon en avril 1561. Il y représente les intérêts de sa famille et continue à correspondre avec ses amis. À l'annonce de la mort de son oncle Lelio à Zurich, il s'y rend pour récupérer les papiers de son oncle, dont il admet avoir été influencé par ses idées. Lelio Sozzini a écrit Brevis explication in primum Ioannis caput, dans lequel il discute de la traduction de certaines expressions. Les idées de christologie antitrinitaires de Lelio déniant l'Incarnation ont aussi inspiré les antitrinitaires transylvaniens et Ferenc Dávid. Fausto écrit le texte Explicatio primi capitis Ioannis dans lequel il rejette l'éternité du Christ. Il rencontre probablement pendant son voyage en Suisse Sébastien Castellion.
Vers la fin 1563 il retourne en Italie, peut-être pour régler des problèmes d'héritage, mais il y reste 12 ans. Il est à Rome entre 1565 et 1568, probablement comme secrétaire de Serafin Razzali, auditeur au tribunal de la Rote romaine. Entre 1569 et 1575, il est à Florence au service d'Isabelle de Médicis et de son mari, Paolo-Giordano Ier Orsini. Pendant cette période, il a des contacts secrets avec les dissents italiens installés en Suisse. En 1568 paraît à Alba Iulia, en Transylvanie, un de ses commentaires qui est publié en polonais à Cracovie.
À la fin de 1575, il quitte l'Italie et s'installe pendant trois ans en Suisse et à Bâle. Il y mène une intense activité d'écriture et de discussion sur ses idées. Son premier débat l'oppose à Jacques Covet (connu entre 1588-1600), théologien calviniste, sur la sotériologie ou théologie du Salut. Fausto Sozzini rejette la Rédemption par la mort du Christ sur la Croix, affirmant que la mort du Christ n'a pour but que de montrer la bonne manière de vivre. Après ce débat, il écrit De Iesu Christo Servatore, publié en Pologne en 1594. Son second débat est conduit avec un religieux italien émigré, Francesco Pucci, sur des sujets anthropologiques sur l'état du premier humain avant la chute. Fausto Sozzini affirme que les humains sont mortels par nature. De ce débat il écrit De statu primi hominis ante lapsum, publié après sa mort, en 1610.
Les autorités bâloises réagissent à leur tour, et Fausto doit s'exiler à nouveau. Il s'installe en Pologne en juin 1579 et rejoint l'Église protestante antitrinitaire des frères polonais, fondée en 1562.
Il apprend le polonais et se marie en 1586. Il s'intéresse particulièrement à la Petite Église polonaise. Il publie plusieurs traités, notamment en 1594, De Jesu Christo servatore (Jésus-Christ Sauveur). Son système de pensée, qui se veut une interprétation raisonnée de l'Écriture sainte, inspire le Catéchisme de Raków, édité en polonais en 1605. Diffusé également en Europe occidentale au cours du XVIIe siècle grâce à des traductions, ce livre, dans lequel Socin accorde davantage d'importance à « la fonction prophétique de Jésus (c'est-à-dire sur sa fonction de prédicateur et d'enseignant) », qu'aux éléments liés à sa crucifixion. Il a eu une correspondance suivie avec l'humaniste hongrois Andreas Dudith.
Le 29 avril 1598, des étudiants catholiques de Cracovie attaquent sa maison, détruisent ses manuscrits et ses livres. Ils ont aussi l'intention de le jeter dans la Vistule., mais, prévenu par des professeurs de l'université, il s'échappe. Il ne peut pas retrouver son manuscrit sur l'athéisme. Il quitte Cracovie le 30 avril et réside alors dans différents lieux. Ayant progressivement perdu la vue, il dicte ses dernières œuvres, dont la rédaction de certaines reste inachevée.
Il est inhumé à Lusławice (Petite-Pologne).

## Postérité
La pensée de Socin connut des prolongements au XVIIe siècle, notamment aux Provinces-Unies, où est mentionné pour la première fois le terme de « socinianisme », en 1628.
Il est considéré comme l'un des précurseurs du protestantisme libéral.

## Publications
- Fausto Socin rédigea entre autres De auctoritate scripturae sacre et De Jesu Christo servatore[4].
- Responsio ad libellum Jacobi Wuieki Jesuitae Polonice editum De Divinitate Filii Dei & Spiritus Sancti, 1624 (lire en ligne)

## Galerie

Fausto Socin
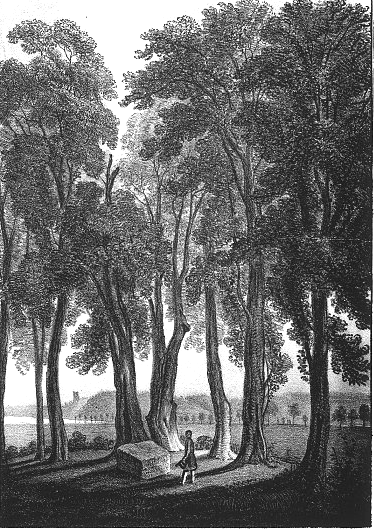
Tombe de Fausto Socin à Lusławice
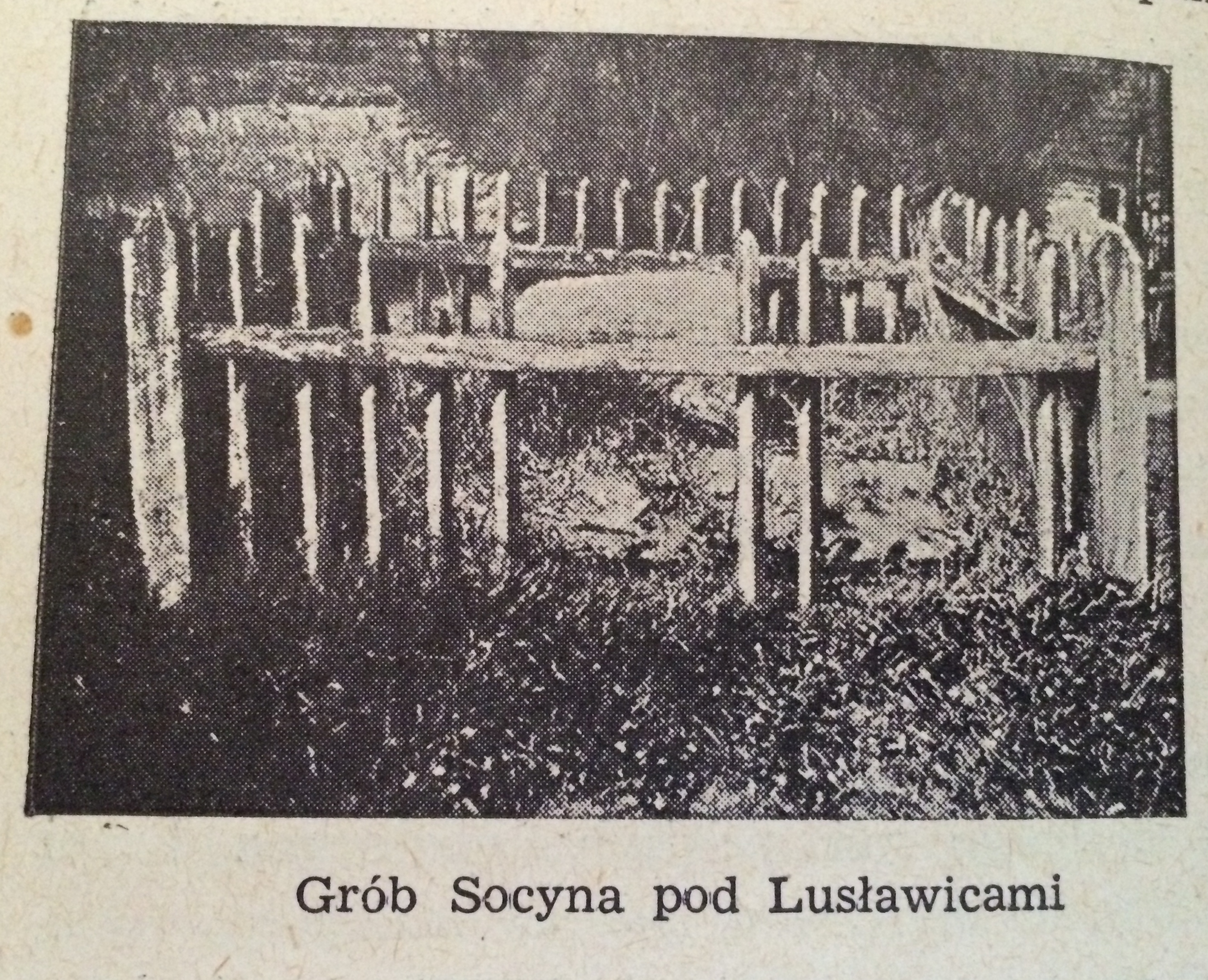
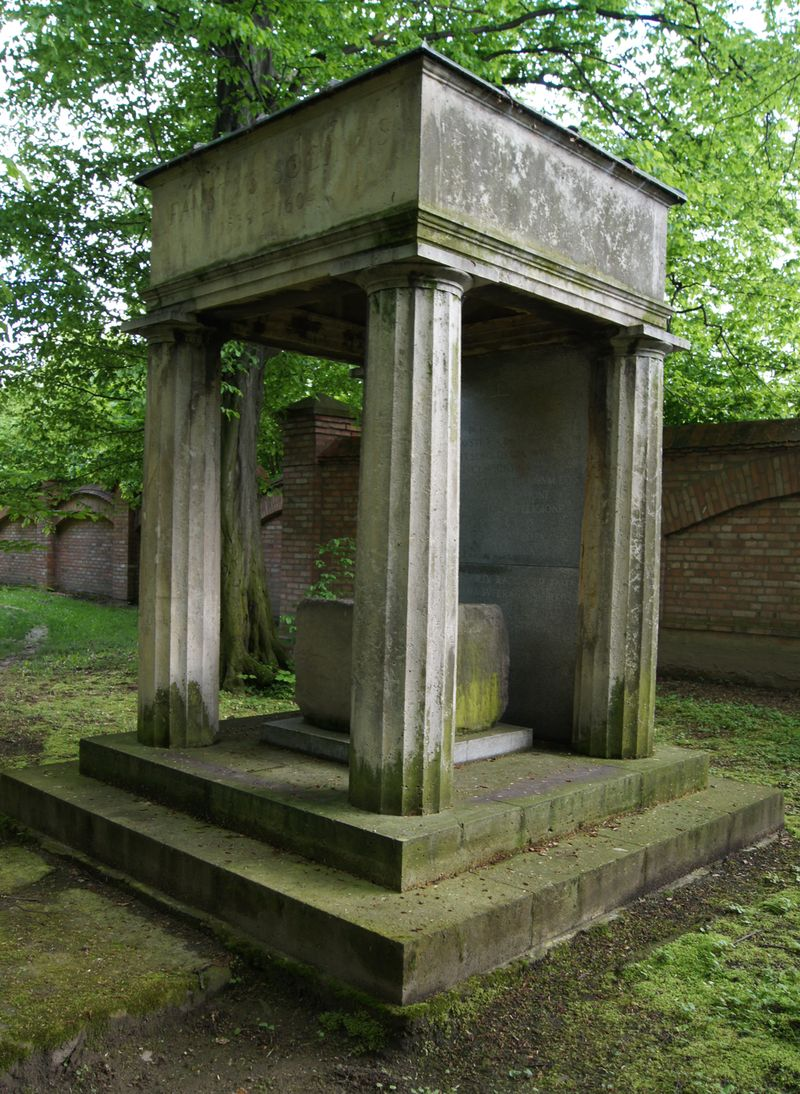
Mausolée de Fausto Socin
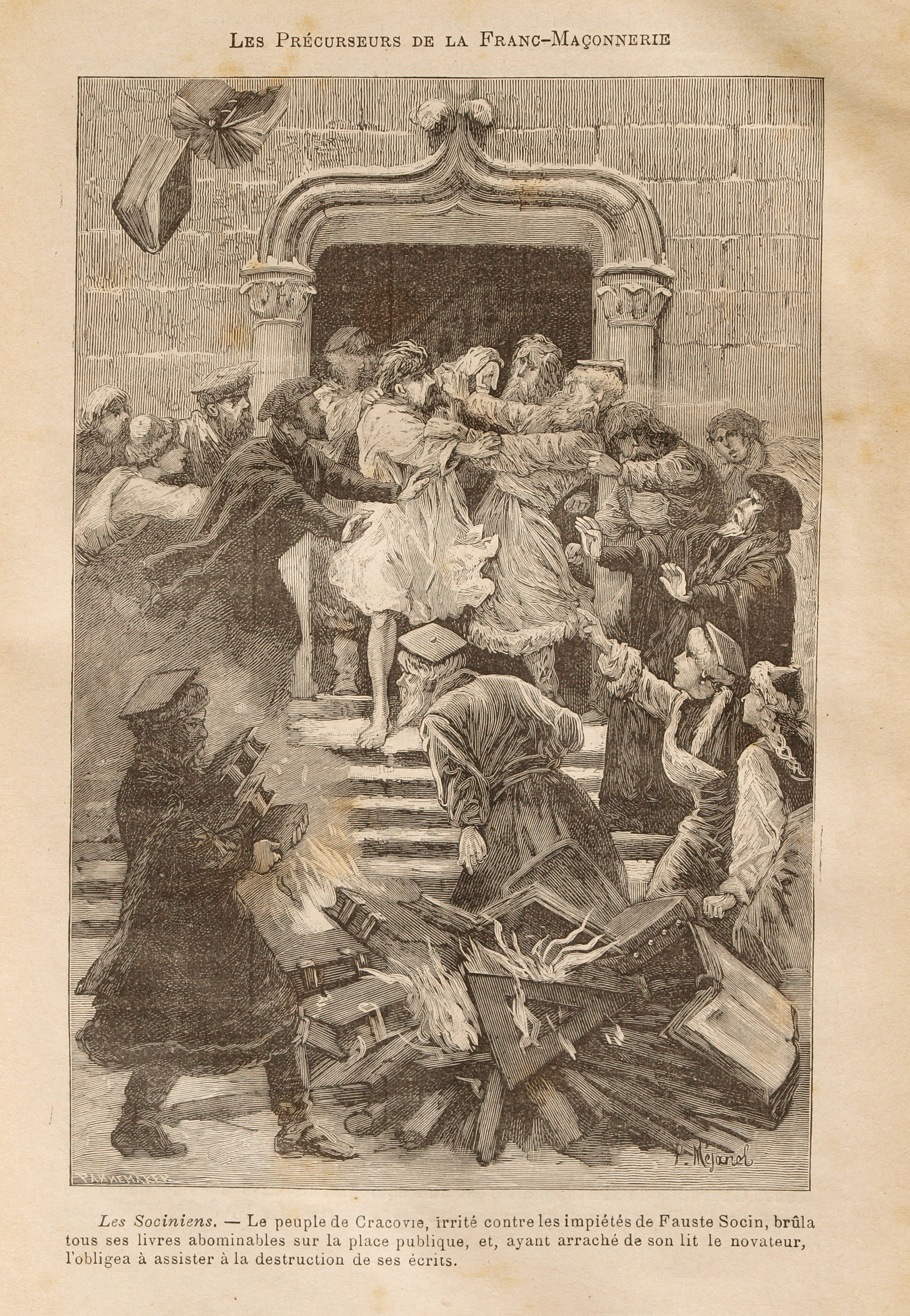
Fausto Socin forcé à assister à l'autodafé de ses livres à Cracovie, dessin de Pierre Méjanel